# Lotería de Medellín
La Lotería de Medellín es una empresa industrial y comercial del Estado del orden departamental que se encarga de la explotación, operación y comercialización, gestión y control de juegos de suerte y azar. La transparencia en todos sus procesos la convierten en modelo de calidad, eficiencia y rentabilidad.
Desde el año 1931 juega los viernes, cuando se constituyó para aportar recursos a la construcción de la Carretera al Mar. La Lotería de Medellín, en el año 2008, registró ventas por 67.000 millones de pesos.
Antioquia, Bogotá, Valle y la Costa Atlántica son los principales mercados de apostadores de la Lotería de Medellín con una base de clientes estimada en 150.000.
La Lotería de Medellín dispone de una aplicación móvil y una plataforma transaccional llamada LottiRed, para la comercialización de juegos de suerte y azar en forma sistematizada con una inversión que superan los cinco mil millones de pesos. Le apuesta al fortalecimiento de la industria, dotando a los loteros del país de terminales móviles y capacitándoles con el apoyo del Sena, para enseñarles a utilizar la tecnología.
En el último año se entregaron  21,780 millones de pesos en premios distribuidores en más de dos millones de ganadores. La Lotería dispone de una reserva técnica para el pago de premios que supera los 17.000 millones de pesos y representa el 46% de la reserva de todas las loterías. la Lotería de Medellín se mantiene en el mundo de los juegos de azar en Colombia como la número 1 a pesar de la inclusión de Baloto.